# 종류주식
종류주식(種類株式)이란 소정의 권리에 관하여 특수한 내용을 부여한 주식이다. 종류주식의 발행은 다른 주주의 지위에 영향을 줄 우려가 있으므로 종류주식의 내용과 수는 미리 정관에 정하여야 한다.

## 이익배당 또는 잔여재산분배에 관한 종류주식
회사는 정관으로 정하여 '이익배당' 또는 '잔여재산분배에 관하여 내용이 다른 종류주식을 발행할 수 있다.

## 의결권의 제한이 있는 종류주식 제한
회사가 의결권이 제한되는 종류주식을 과도하게 발행하여 발행주식총수의 대부분을 차지하게 되면, 오히려 소수의 의결권 있는 주주가 회사를 지배하는 폐단이 생길 수 있다. 이를 방지하기 위해 상법 제344조의3 제2항은 발행주식총수의 4분의 1을 초과하지 않는 범위 내에서만 의결권이 제한되는 종류주식을 발행할 수 있게 하고 있다.

## 참고 문헌
- 이기수 최병규 조지현, 회사법(상법강의2 제9판 2012), 박영사, ISBN 9788964547489.
- 권종호, 한국증권법학회(2008.8.29) 종류주식제도의 개선방안 보관됨 2016-03-04 - 웨이백 머신

## 같이 보기
- 보통주
- 우선주
- 대한민국 상법 제344조